# منتخب الجزائر لكرة القدم الشاطئية
منتخب الجزائر لكرة القدم الشاطئية، هو منتخب وطني لكرة القدم الشاطئية في الجزائر، والتي أسسها الاتحادية الجزائرية لكرة القدم، شارك في بطولة كاف لكرة القدم الشاطئية عام 2011 والتي أحتل المرتبة السادسة.